# موآتزیه، موزامبیک
موآتزیه (به لاتین: Moatize) یک منطقهٔ مسکونی در موزامبیک است که در Moatize District واقع شده‌است.
 موآتزیه  ۳۹٬۰۷۳ نفر جمعیت دارد.